# Carcharhinus porosus
Carcharhinus porosus е вид пилозъба акула от семейство Сиви акули (Carcharhinidae).

## Разпространение и местообитание
Видът е разпространен в Белиз, Бразилия, Венецуела, Гватемала, Гвиана, Еквадор, Колумбия, Коста Рика, Мексико (Веракрус, Гереро, Долна Калифорния, Кампече, Кинтана Ро, Колима, Мичоакан, Наярит, Оахака, Синалоа, Сонора, Табаско, Тамаулипас, Халиско, Чиапас и Юкатан), Никарагуа, Панама, Перу, Салвадор, САЩ (Тексас), Суринам, Френска Гвиана и Хондурас.
Обитава крайбрежията и пясъчните дъна на полусолени водоеми, океани, морета, заливи и реки в райони с тропически, умерен и субтропичен климат. Среща се на дълбочина от 2 до 36 m, при температура на водата от 24,4 до 25,1 °C и соленост 33,5 – 36,1 ‰.

## Описание
На дължина достигат до 1,5 m.
Продължителността им на живот е около 24 години.